# Conus superstes
Conus superstes é uma espécie de gastrópode do gênero Conus, pertencente a família Conidae.